# FFH-Gebiet Quellen am Großen Schierensee

Das FFH-Gebiet Quellen am Großen Schierensee ist ein NATURA 2000-Schutzgebiet in Schleswig-Holstein im Kreis Rendsburg-Eckernförde in der Gemeinde Westensee. Es liegt im Bereich der naturräumlichen Haupteinheit Westensee (Objekt-ID 726) die wiederum Teil der Naturräumlichen Großregion 2. Ordnung Schleswig-Holsteinisches Hügelland ist.
Das FFH-Gebiet Quellen am Großen Schierensee hat eine Fläche von 23 Hektar. Die größte Ausdehnung liegt in Nordwestrichtung und beträgt 830 Meter. Die höchste Erhebung mit 58 Meter über NN befindet sich am Nordwestrand des FFH-Gebietes, der niedrigste Bereich liegt mit 8 Meter über NN im Osten am Ufer des Großen Schierensees. Im Ostteil am Großen Schierensee durchquert die Landesstraße L 255 das Gebiet. Das Gelände fällt nach Nordosten ab und endet in Grünlandflächen, die knapp ein Zehntel der Gebietsfläche einnehmen. Das FFH-Gebiet besteht zur Hälfte aus Mischwald in Hanglage, der durch mehrere Quellbäche durchzogen ist, in deren Umgebung sich Moore und sumpfige Auenwälder ausbreiten, siehe Diagramm 1.
Bis in die Mitte des neunzehnten Jahrhunderts war das Gebiet unbewaldetes und von Knicks durchzogenes Ackerland. Erst in preußischer Zeit wurde mit den großen Aufforstungsaktionen in der Provinz Schleswig-Holstein bis zur Wende zum zwanzigsten Jahrhundert auch am Großen Schierensee Nadelwald aufgestockt. Der Nadelwald überwiegt auch heute noch den Laubwald.
Das FFH-Gebiet wird nach Nordosten überwiegend über den Steinrehmgraben in den Großen Schierensee entwässert.
An der Südwestspitze des Großen Schierensees liegt an der L 255 die Siedlung Lustiger Bruder. Von dort führt ein Wirtschaftsweg von der L 255 entlang des Südrandes des FFH-Gebiets in den Wald. Nach 550 Metern trifft dieser auf einen weiteren Wirtschaftsweg, der nach 460 Metern wieder an der L255 endet.

## FFH-Gebietsgeschichte und Naturschutzumgebung
Der NATURA 2000-Standard-Datenbogen (SDB) für dieses FFH-Gebiet wurde im Mai 2004 vom Landesamt für Landwirtschaft, Umwelt und ländliche Räume (LLUR) des Landes Schleswig-Holstein erstellt, im September 2004 als Gebiet von gemeinschaftlicher Bedeutung (GGB) vorgeschlagen, im November 2007 von der EU als GGB bestätigt und im Januar 2010 national nach § 32 Absatz 2 bis 4 BNatSchG in Verbindung mit § 23 LNatSchG als besonderes Erhaltungsgebiet (BEG) bestätigt. Der SDB wurde zuletzt im Mai 2019 aktualisiert. Der Managementplan für das FFH-Gebiet wurde im April 2014 veröffentlicht.
Das LLUR hat noch keine Institution mit der Gebietsbetreuung des FFH-Gebietes Quellen am Großen Schierensee gem. § 20 LNatSchG beauftragt (Stand Februar 2022).
Das FFH-Gebiet ist Teil des schützenswerten Geotops Tunneltal Westensee – Borgdorfer See und Nebentäler und des am 17. März 2004 gegründetem Landschaftsschutzgebietes Westenseelandschaft, das wiederum Teil des Naturparks Westensee ist. Die Landschaft Westensee und Oberes Eidertal wird vom Bundesamt für Naturschutz (BfN) zu den bedeutsamen Landschaften in Deutschland gezählt.

## FFH-Erhaltungsgegenstand
Laut Standard-Datenbogen vom Mai 2019 sind folgende FFH-Lebensraumtypen (LRT) und Arten für das Gesamtgebiet als FFH-Erhaltungsgegenstände mit den entsprechenden Beurteilungen zum Erhaltungszustand der Umweltbehörde der Europäischen Union gemeldet worden (Gebräuchliche Kurzbezeichnung (BfN)):
FFH-Lebensraumtypen nach Anhang I der EU-Richtlinie:
- 6430 Feuchte Hochstaudenfluren (Gesamtbeurteilung C)[16]
- 6510 Magere Flachland-Mähwiesen (Gesamtbeurteilung B)[17]
- 7220* Kalktuffquellen (Gesamtbeurteilung B)[18]
- 9130 Waldmeister-Buchenwälder (Gesamtbeurteilung C)[19]
- 91E0* Erlen-Eschen- und Weichholzauenwälder (Gesamtbeurteilung C)[20]

Fast zwei Drittel der Fläche des FFH-Gebietes hat keine Auszeichnung als FFH-Lebensraumtyp erhalten, siehe Diagramm 2. Hierbei handelt es sich im Wesentlichen um die Nadelwälder, die keinen heimischen Lebensraumtyp darstellen. Sie sind aber im waldärmsten Flächenland der Bundesrepublik Deutschland durch das Schleswig-Holsteinische Waldgesetz geschützt. Etwa gleich große Flächen nehmen der LRT 6510 Magere Flachland-Mähwiesen und 91E0* Erlen-Eschen- und Weichholzauenwälder mit jeweils gut einem Zehntel der Fläche ein.

## FFH-Erhaltungsziele
Aus den oben aufgeführten FFH-Erhaltungsgegenständen werden als FFH-Erhaltungsziele von besonderer Bedeutung die Erhaltung folgender Lebensraumtypen und Arten im FFH-Gebiet vom Ministerium für Energiewende, Landwirtschaft, Umwelt und ländliche Räume des Landes Schleswig-Holstein erklärt:
- 6430 Feuchte Hochstaudenfluren
- 7220* Kalktuffquellen
- 91E0* Erlen-Eschen- und Weichholzauenwälder

Aus den oben aufgeführten FFH-Erhaltungsgegenständen werden als FFH-Erhaltungsziele von Bedeutung die Erhaltung folgender Lebensraumtypen und Arten im FFH-Gebiet vom Ministerium für Energiewende, Landwirtschaft, Umwelt und ländliche Räume des Landes Schleswig-Holstein erklärt:
- 9130 Waldmeister-Buchenwälder

## FFH-Analyse und Bewertung
Das Kapitel FFH-Analyse und Bewertung im Managementplan beschäftigt sich unter anderem mit den aktuellen Gegebenheiten des FFH-Gebietes und den Hindernissen bei der Erhaltung und Weiterentwicklung der FFH-Lebensraumtypen. Die Ergebnisse fließen in den FFH-Maßnahmenkatalog ein.
Die Gesamtbeurteilung der FFH-Lebensraumtypen im Gebiet ist bezogen auf den Flächenanteil aller FFH-Lebensraumtypen zu einem Drittel mit einem guten Gesamturteil (B), aber zu zwei Dritteln mit einem signifikanten, das heißt höchstens ausreichendem Gesamturteil (C) bewertet worden, siehe Diagramm 3. Bei der nächsten Stufe (D) würde der Lebensraum im Gebiet als nicht mehr vorhanden eingestuft.
Bei der Lebensraumtyp-Klassifizierung und der Gesamtbeurteilung der LRT-Flächen gibt es Unterschiede zwischen den Angaben im SDB vom 27. März 2012, den Angaben im SDB vom Mai 2017 und der Biotopkartierung vom 5. Oktober 2016, der dem aktuell veröffentlichtem Stand der Biotopkartierung des Landes Schleswig-Holstein entspricht (Stand Januar 2022). Die Gegenüberstellung ist in Tabelle 1 dargestellt. Die größte Veränderung hat sich in der Kartierung vom 5. Oktober 2016 durch die Ausweisung von vorherigem intensiv genutztem Grünland hin zum FFH-LRT 6510 Magere Flachland-Mähwiesen ergeben. In der Karte der FFH-Lebensraumtypen, die sich auf das Monitoring von 2007 bis 2012 stützt, ist diese Fläche noch nicht ausgezeichnet. Diese Flächen entlang der Westseite der L 255 werden vom Eigentümer seit Jahren extensiv nach Biolandstandard bewirtschaftet und haben deshalb den beschriebenen FFH-LRT zugesprochen bekommen. Im SDB vom Mai 2019 ist die Fläche für diesen FFH-LRT sogar um einen Hektar größer angegeben worden. Ihm wird zudem ein guter Erhaltungszustand bescheinigt.
Tabelle 1: Angaben zu den Flächengrößen und Erhaltungszustand der FFH-Lebensraumtypen im FFH-Gebiet Quellen am Großen Schierensee in Hektar
| LRT   | Monitoring 2007–2011 27. März 2012 [ha] | Erhaltungs- zustand | SDB Mai 2019 [ha] | Erhaltungs- zustand | Biotopkartierung 5. Oktober 2016 [ha] | Erhaltungs- zustand |
| ----- | --------------------------------------- | ------------------- | ----------------- | ------------------- | ------------------------------------- | ------------------- |
| 6430  | 0,3                                     | B                   | 0,5               | B                   | -                                     | -                   |
| 6430  | 0,15                                    | C                   | 0,08              | C                   | 0,0811                                | C                   |
| 6510  | -                                       | -                   | 2,6               | B                   | 1,6246                                | B                   |
| 7220  | 0,99                                    | B                   | 0,5               | C                   | 0,0637                                | C                   |
| 7220  | 0,36                                    | C                   | -                 | -                   | -                                     | -                   |
| 9110  | -                                       | -                   | -                 | -                   | 0,6803                                | C                   |
| 9120  | -                                       | -                   | -                 | -                   | 0,4757                                | -                   |
| 9130  | 1,82                                    | C                   | 1,8               | C                   | 1,6136                                | C                   |
| 9130  | -                                       | -                   | -                 | -                   | 0,1335                                | B                   |
| 90E0  | 0,99                                    | B                   | 2,77              | B                   | 0,7748                                | B                   |
| 90E0  | 1,01                                    | C                   | -                 | -                   | 0,0637                                | C                   |
| 90E0  | -                                       | -                   | -                 | -                   | 1,903                                 | -                   |
| Summe | 5,62                                    | -                   | 8,25              | -                   | 8,1439                                | -                   |

Das gesamte Gebiet befindet sich im Privatbesitz. Neben den Flächen, die als FFH-LRT ausgewiesen sind, gibt es Flächen, die zusätzlich den Status eines gesetzlich geschützten Biotops haben. Drei weitere Flächen haben ausschließlich den Status eines gesetzlich geschützten Biotops, siehe Tabelle 2. Bei den letzteren handelt es sich um Sumpfflächen mit Stauden, Seggen- und Binsenried. Die Interpretation dieser Flächen ist eine Andere als sie in der Karte der 1. Folgekartierung von 2007 bis 2012 gegeben wurde.
Tabelle 2: FFH-Lebensraumtypen und gesetzlich geschützte Biotope im FFH-Gebiet Quellen am Großen Schierensee (Stand 6. Februar 2019)
| Lfd. Nr. | Biotop-Nummer  | Schutzstatus           | Bezeichnung | Fläche [m²] | Lage                        | Kartierdatum |
| -------- | -------------- | ---------------------- | --- | ----------- | --------------------------- | ------------ |
| 1        | 325626012-416  | LRT+ges. gesch. Biotop | 91E0* Erlen-Eschen- und Weichholzauenwälder + YQs Quellwald; WQe Sicker- oder Sumpfquelle                                                                                         | 900         | 54° 15′ 32″ N, 9° 58′ 6″ O  | 21.09.2016   |
| 2        | 325626012-0418 | LRT                    | 9130 Waldmeister-Buchenwälder | 16136       | 54° 15′ 33″ N, 9° 58′ 6″ O  | 21.09.2016   |
| 3        | 325626012-0417 | LRT+ges. gesch. Biotop | 91E0* Erlen-Eschen- und Weichholzauenwälder + YQs Quellwald; WQe Sicker- oder Sumpfquelle                                                                                         | 2206        | 54° 15′ 35″ N, 9° 58′ 5″ O  | 21.09.2016   |
| 4        | 325626012-0419 | LRT                    | 9110 Hainsimsen-Buchenwälder | 6059        | 54° 15′ 38″ N, 9° 58′ 5″ O  | 21.09.2016   |
| 5        | 325626012-0508 | LRT+ges. gesch. Biotop | 6430 Feuchte Hochstaudenfluren + NSj Binsen- und Simsenried | 811         | 54° 15′ 39″ N, 9° 57′ 57″ O | 06.10.2016   |
| 6a       | 325626012-0505 | LRT+ges. gesch. Biotop | 9120* Atlantischer, saurer Buchenwald mit Unterholz aus Stechpalme und gelegentlich Eibe + WQe Sicker- oder Sumpfquelle                                                           | 4757        | 54° 15′ 41″ N, 9° 57′ 54″ O | 05.10.2016   |
| 6b       | 325626012-0505 | LRT+ges. gesch. Biotop | 91E0* Erlen-Eschen- und Weichholzauenwälder + YQk Kalktuffquelle | 19030       | 54° 15′ 41″ N, 9° 57′ 54″ O | 05.10.2016   |
| 7        | 325626012-0506 | LRT+ges. gesch. Biotop | 9130 Waldmeister-Buchenwälder + XHs Artenreicher Steilhang im Binnenland (XHs), WMm Flattergras-Buchenwald                                                                        | 1335        | 54° 15′ 41″ N, 9° 57′ 44″ O | 05.10.2016   |
| 8        | 325626012-0497 | LRT+ges. gesch. Biotop | 91E0* Erlen-Eschen- und Weichholzauenwälder + YQs Quellwald; WQe Sicker- oder Sumpfquelle                                                                                         | 1190        | 54° 15′ 44″ N, 9° 57′ 38″ O | 05.10.2016   |
| 9        | 325626012-0498 | LRT+ges. gesch. Biotop | 6510 Magere Flachland-Mähwiesen + GMm Mesophiles Grünland frischer Ausprägung (75 %); GMt Mesophiles Grünland mit Magerkeits- und Trockenheitszeigern (25 %)                      | 19443       | 54° 15′ 46″ N, 9° 57′ 52″ O | 05.10.2016   |
| 10       | 325626012-0511 | ges. gesch. Biotop     | NSs Großseggenried mit Dominanzbeständen von Großseggen | 1.145       | 54° 15′ 44″ N, 9° 57′ 58″ O | 05.10.2016   |
| 11       | 325626012-0500 | LRT+ges. gesch. Biotop | 6510 Magere Flachland-Mähwiesen + GMt Mesophiles Grünland mit Magerkeits- und Trockenheitszeigern                                                                                 | 6.803       | 54° 15′ 45″ N, 9° 57′ 29″ O | 05.10.2016   |
| 12       | 325626012-0499 | ges. gesch. Biotop     | NSj Binsen- und Simsenried (50 %); RHf Hochstaudenflur feuchter, oft stärker entwässerter Standorte, daher nicht durch typische Nässezeiger geprägt (50 %); YQs Quellwald (100 %) | 1.500       | 54° 15′ 44″ N, 9° 57′ 34″ O | 05.10.2016   |
| 13       | 325626012-0504 | LRT+ges. gesch. Biotop | 91E0* Erlen-Eschen- und Weichholzauenwälder + YQs Quellwald; WQe Sicker- oder Sumpfquelle                                                                                         | 3452        | 54° 15′ 49″ N, 9° 57′ 37″ O | 05.10.2016   |
| 14       | 325626012-0503 | ges. gesch. Biotop     | NSr Staudensumpf (30 %); YQs Quellwald (100 %); NSj Binsen- und Simsenried (70 %)                                                                                                 | 3271        | 54° 15′ 50″ N, 9° 57′ 35″ O | 05.10.2016   |
| 15       | 325626012-0502 | LRT+ges. gesch. Biotop | 91E0* Erlen-Eschen- und Weichholzauenwälder; 7220* Kalktuffquellen + WQe Sicker- oder Sumpfquelle; YQk Kalktuffquelle                                                             | 1274        | 54° 15′ 51″ N, 9° 57′ 31″ O | 05.10.2016   |

Die letzte Biotopkartierung mit Berücksichtigung der FFH-Lebensraumtypen hat für dieses FFH-Gebiet im Herbst 2016 stattgefunden (Stand Februar 2022), siehe Tabelle 2. Danach hat knapp ein zehntel der Fläche den Schutzstatus eines FFH-Lebensraumtyps, ein Viertel sowohl den Status als FFH-Lebensraumtyp als auch den eines gesetzlich geschützten Biotops. Weniger als zwei Drittel der Gebietsfläche hat keinen der beiden Schutzstati, siehe Diagramm 4.

## FFH-Maßnahmenkatalog
Der FFH-Maßnahmenkatalog im Managementplan führt neben den bereits durchgeführten Maßnahmen geplante Maßnahmen zur Erhaltung und Entwicklung der FFH-Lebensraumtypen im FFH-Gebiet an. Daneben sind die Maßnahmen als Arbeitsgrundlage in neun Maßnahmenblättern festgehalten. Eine sonst übliche Maßnahmenkarte ist bisher nicht veröffentlicht worden. Alle Maßnahmen, bis auf dem Waldumbau, sind mit dem Eigentümer abgestimmt und stellen eine Fortführung der bereits seit langem gehandhabten Praxis einer umweltschonenden Nutzung dar. Sie gelten im Wesentlichen dem Schutz der feuchten Lebensraumtypen und gesetzlich geschützten Biotope im FFH-Gebiet.

## FFH-Erfolgskontrolle und Monitoring der Maßnahmen
Eine FFH-Erfolgskontrolle und Monitoring der Maßnahmen findet in Schleswig-Holstein alle 6 Jahre statt. Die Ergebnisse des letzten Monitorings wurden noch nicht veröffentlicht (Stand Januar 2022).